# Maria Vicol
Maria Vicol (nume de fată Taitiș, n. 17 octombrie 1935, București, România – d. 13 martie 2015, Sydney, Noul Wales de Sud, Australia) a fost o scrimeră română specializată pe floretă. A fost dublu laureată cu bronz la Roma 1960 și Mexico 1968 și campioană mondială pe echipe în 1969.

## Carieră
Vicol a început scrima la CS Progresul cu antrenorul Angelo Pellegrini. În aprilie 1956 a fost laureată cu argintul la Campionatul Mondial pentru Juniori de la Luxembourg, aducând României prima medalie la o mare competiție de scrimă. 
A câștigat medalia de bronz la Jocurile Olimpice de vară din 1960 de la Roma. A făcut parte din aceeași generație ca și Olga Szabo, Ana Pascu, Ecaterina Stahl-Iencic, Ileana Jenei și Suzana Ardeleanu. Cu acestea a câștigat multe medalii mondiale: bronz la Torino în 1961, argint la Paris în 1965 și la Ankara în 1970, și aur la Havana în 1969. A și cucerit medalia de bronz la echipe la Jocurile Olimpice de vară din 1968 de la Mexico.
Din anul 1968 a fost antrenor de scrimă la CS Cutezătorii, apoi la CSS1 București, unde a descoperit-o pe viitoarea campioană olimpică Laura Badea. A fost și arbitru internațional la floretă.
A fost căsătorită cu rugbistul Florin Vicol.